# Задача Фараона
Задача Фараона — одна з задач математики. Задача була поставлена в 8 столітті до н. е. Розв'язанням цієї задачі займались провідні математики минулого. 
Надалі було знайдено математичний метод вирішення задачі. Відповіддю є ірраціональне алгебраїчне число, яке є коренем рівняння 8 степеня.

## Умова
На дно колодязя опустили дві палиці довжиною 2 м і 3 м так, щоб вони перетиналися. Відстань від їх перетину до дна становить 1 м. Знайти діаметр основи.

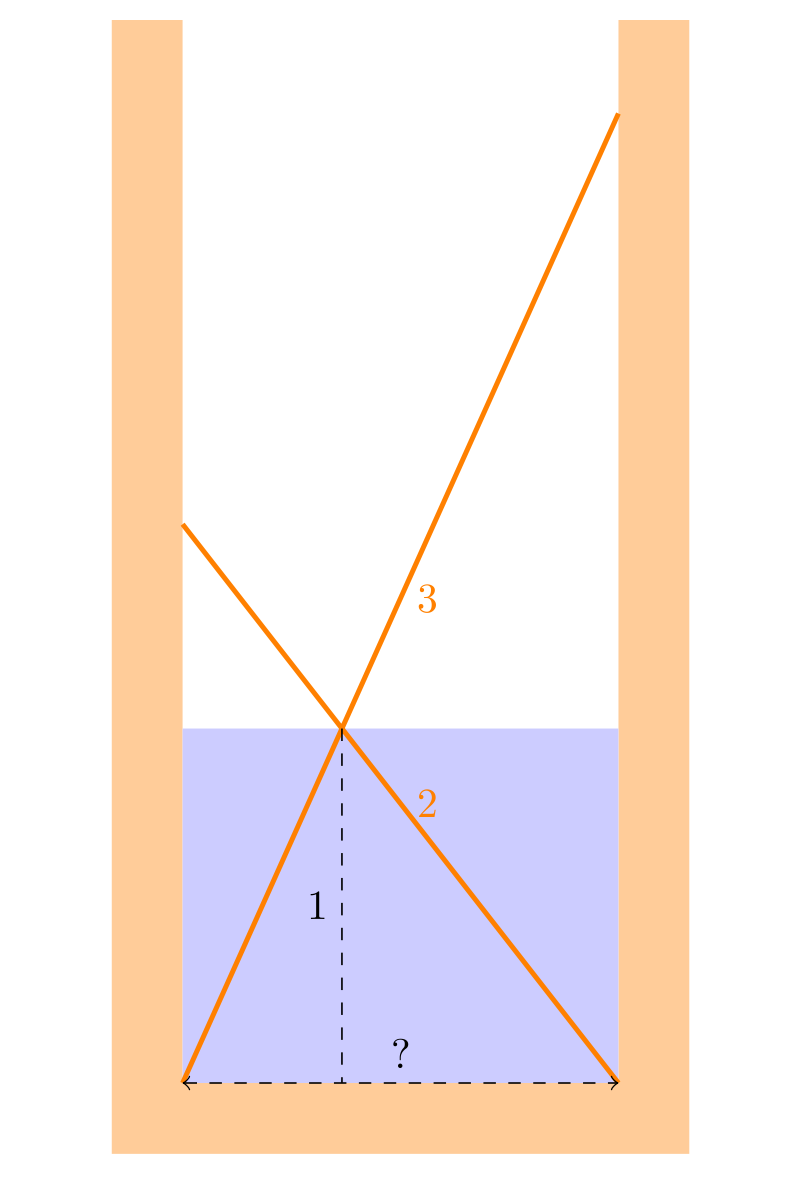

## Розв'язок
В задачі, попри просте формулювання, точний розв'язок знайти важко.
Легко звести задачу до знаходження додатнього кореня рівняння {\displaystyle {\frac {1}{\sqrt {9-d^{2}}}}+{\frac {1}{\sqrt {4-d^{2}}}}=1} (За теоремою Піфагора і властивостями подібних трикутників отримаємо дві пропорції: {\displaystyle {\frac {\sqrt {9-d^{2}}}{d}}={\frac {1}{x}}}   (1)  та  {\displaystyle {\frac {\sqrt {4-d^{2}}}{d}}={\frac {1}{d-x}}}   (2). З пропорції (1): {\displaystyle x={\frac {d}{\sqrt {9-d^{2}}}}} . Підставимо значення {\displaystyle x} в (2), отримаємо {\displaystyle {\frac {\sqrt {4-d^{2}}}{d}}={\frac {1}{d-{\frac {d}{\sqrt {9-d^{2}}}}}}} . Перетворюючи останнє рівняння, отримаємо {\displaystyle {\frac {1}{\sqrt {9-d^{2}}}}+{\frac {1}{\sqrt {4-d^{2}}}}=1}). Далі будь-якою підстановкою, що знижує степінь (наприклад, {\displaystyle d^{2}=t+6{,}5}) рівняння перетворюється на рівняння четвертого степеня, яке розв'язується, наприклад, методом Феррарі і за допомогою формули Кардано.
В результаті виходить відповідь {\displaystyle d\approx 1{,}23119\ldots }.